# 600p
600p es el nombre corto para una de las categorías de los modos de vídeo. El número 600 representa 600 líneas horizontales de resolución de pantalla, mientras que la letra p significa barrido progresivo.

## Visión general

### Resoluciones
Tiene una resolución estándar de 1024x600 píxeles = 614.920 píxeles (0,6 megapíxeles).
Aunque existen otras resoluciones clasificadas como 576p, por ejemplo:
- 768x600 píxeles = 742.368 píxeles (0,6 megapíxeles) (4:3) (PAL)[3][4]
- 1024x600 píxeles = 824.960 píxeles (0,6 megapíxeles) (16:9) (DVD)[2]

## Historia

### Predecesor
576p es el nombre corto para una de las categorías de los modos de vídeo.

### Sucesor
720p es el nombre corto para una de las categorías de los modos de vídeo, usado principalmente en la televisión de alta definición (HDTV).